# Copa Juan Mignaburu 1938
Copa Juan Mignaburu 1938 - mecz towarzyski o puchar Juana Mignaburu odbył się po raz trzeci w 1938 roku. W spotkaniu uczestniczyły zespoły: Argentyny i Urugwaju.

## Mecze
| 18 czerwca Buenos Aires |  | Argentyna | 1 | - | 0 (1-0) | Urugwaj |

Triumfatorem turnieju Copa Juan Mignaburu 1938 został zespół Argentyny.